# تپه قره لان
تپه قره لان مربوط به دوره اشکانیان - دوره ساسانیان است و در شهرستان ایجرود، بخش مرکزی، دهستان گلابر، ۲۳۰۰ متری شرق روستای قره دره واقع شده و این اثر در تاریخ ۱۵ دی ۱۳۸۷ با شمارهٔ ثبت ۲۴۰۶۸ به‌عنوان یکی از آثار ملی ایران به ثبت رسیده است.